# Poetariat
Poetariat – polska grupa literacka działająca w Gdańsku w latach 1974–1976.
Grupa działała przy Kole Młodych ZLP w Gdańsku. Tworzyli ją Selim Chazbijewicz, Jerzy H. Kamrowski i Piotr Kawiecki. Grupa pozostawała w opozycji do poetyki Nowej Fali. Po rozszerzeniu składu grupa Poetariat przekształciła się w grupę artystyczną Wspólność.